# Meridiano 75 oeste
El meridiano 75 oeste de Greenwich es una línea de longitud que se extiende desde el Polo Norte atravesando el Océano Ártico, América del Norte, el Océano Atlántico, el Mar Caribe, América del Sur, el Océano Pacífico, el Océano Antártico y la Antártida hasta el Polo Sur.
El tiempo solar medio de este meridiano es la base para la zona horaria del Este (GMT-5 durante la hora estándar).
El meridiano 75° oeste forma un gran círculo con el meridiano 105 este.

## De Polo a Polo
Comenzando en el Polo Norte y dirigiéndose hacia el Polo Sur, el meridiano 75 oeste pasa a través de:
| Coordenadas                       | País, territorio o mar | Notas |
| --------------------------------- | ---------------------- | --- |
| 90°0′N 75°0′O / 90.000, -75.000   | Océano Ártico          | |
| 83°3′N 75°0′O / 83.050, -75.000   | Canadá                 | Nunavut — Isla de Ellesmere |
| 78°32′N 75°0′O / 78.533, -75.000  | Bahía de Baffin        | |
| 72°18′N 75°0′O / 72.300, -75.000  | Canadá                 | Nunavut — Isla de Baffin e Isla Foley |
| 68°22′N 75°0′O / 68.367, -75.000  | Cuenca Foxe            | Pasando al este de la Isla del Príncipe Carlos, Nunavut, Canadá (en 68°8′N 75°0′O / 68.133, -75.000) |
| 65°22′N 75°0′O / 65.367, -75.000  | Canadá                 | Nunavut — Península de Foxe, Isla de Baffin |
| 64°25′N 75°0′O / 64.417, -75.000  | Estrecho de Hudson     | |
| 62°16′N 75°0′O / 62.267, -75.000  | Canadá                 | Quebec Ontario — desde 45°36′N 75°0′O / 45.600, -75.000 |
| 44°59′N 75°0′O / 44.983, -75.000  | Estados Unidos         | Nueva York Pensilvania — desde 41°31′N 75°0′O / 41.517, -75.000 Nueva Jersey — desde 41°4′N 75°0′O / 41.067, -75.000 Pennsylvania — desde 40°25′N 75°0′O / 40.417, -75.000 New Jersey — desde 40°2′N 75°0′O / 40.033, -75.000 |
| 39°11′N 75°0′O / 39.183, -75.000  | Bahía de Delaware      | |
| 38°50′N 75°0′O / 38.833, -75.000  | Océano Atlántico       | Pasando al este de la Península Delmarva, Estados Unidos (en 38°26′N 75°3′O / 38.433, -75.050) Pasando al este de la Isla Concepción, Bahamas (en 23°50′N 75°6′O / 23.833, -75.100) Pasando al oeste de Cayo Rum, Bahamas (en 23°40′N 74°57′O / 23.667, -74.950) |
| 23°7′N 75°0′O / 23.117, -75.000   | Bahamas                | Isla Larga |
| 23°5′N 75°0′O / 23.083, -75.000   | Océano Atlántico       | |
| 20°42′N 75°0′O / 20.700, -75.000  | Cuba                   | |
| 19°55′N 75°0′O / 19.917, -75.000  | Mar Caribe             | Pasando al este de Isla Navassa, Islas Ultramarinas Menores de los Estados Unidos (en 18°24′N 75°0′O / 18.400, -75.000) |
| 10°59′N 75°0′O / 10.983, -75.000  | Colombia               | |
| 0°7′S 75°0′O / -0.117, -75.000    | Perú                   | Departamento de Loreto Departamento de Ucayali — desde 7°59′S 75°0′O / -7.983, -75.000 Departamento de Huánuco — desde 8°48′S 75°0′O / -8.800, -75.000 Departamento de Pasco — desde 9°47′S 75°0′O / -9.783, -75.000 Departamento de Junín — desde 10°45′S 75°0′O / -10.750, -75.000 Departamento de Huancavelica — desde 11°57′S 75°0′O / -11.950, -75.000 Departamento de Ayacucho — desde 14°7′S 75°0′O / -14.117, -75.000 Departamento de Ica — desde 14°38′S 75°0′O / -14.633, -75.000 Departamento de Arequipa — desde 15°27′S 75°0′O / -15.450, -75.000 |
| 15°28′S 75°0′O / -15.467, -75.000 | Océano Pacífico        | Pasando al oeste de Isla Guafo, Chile (en 43°34′S 74°49′O / -43.567, -74.817) · Pasando al este de Isla Guamblín, Chile (en 44°51′S 75°1′O / -44.850, -75.017) |
| 45°52′S 75°0′O / -45.867, -75.000 | Chile                  | |
| 46°45′S 75°0′O / -46.750, -75.000 | Océano Pacífico        | Golfo de Penas |
| 47°42′S 75°0′O / -47.700, -75.000 | Chile                  | Varias islas en el Archipiélago de Tierra del Fuego |
| 52°7′S 75°0′O / -52.117, -75.000  | Océano Pacífico        | |
| 60°0′S 75°0′O / -60.000, -75.000  | Océano Antártico       | |
| 69°31′S 75°0′O / -69.517, -75.000 | Antártida              | Territorio reclamado por Chile (Provincia Antártica Chilena) y por el Reino Unido (Territorio Antártico Británico) |